# Napoleon Chagnon
Napoleon Alphonseau Chagnon (Port Austin, 27 agosto 1938 – Traverse City, 21 settembre 2019) è stato un antropologo statunitense, professore di antropologia socioculturale presso l'Università del Missouri a Columbia e membro della National Academy of Sciences.

## Biografia
Chagnon è noto soprattutto per le sue lunghe ricerche etnografiche sul campo tra gli Yanomamö, tribù di indios amazzonici, lavoro in cui si è servito di un approccio evoluzionista per comprendere il comportamento sociale in termini di parentela genetica. Il suo lavoro si è concentrato sull'analisi della violenza tra i popoli indigeni: utilizzando analisi socio-biologiche, Chagnon ha avanzato la tesi che la violenza tra gli Yanomamö sia stata alimentata da un processo evolutivo in cui i guerrieri di successo hanno una prole più numerosa. La sua etnografia del 1967 intitolata Yanomamö: The Fierce People è diventata un bestseller e viene frequentemente utilizzata nei corsi introduttivi di antropologia nel mondo anglosassone.
Chagnon è stato anche un pioniere nel campo dell'antropologia visuale. Ha collaborato con il regista etnografico Tim Asch e ha prodotto una serie di più di venti film etnografici che documentano la vita Yanomamö. Il film etnografico The Ax Fight, che mostra uno scontro tra due gruppi Yanomamö e lo analizza in relazione alle reti di parentela, è considerato un classico del cinema etnografico.
I suoi sostenitori lo hanno descritto come un pioniere dell'antropologia scientifica. Chagnon è stato tuttavia definito come "l'antropologo più controverso" degli Stati Uniti dal New York Times Magazine prima della pubblicazione del suo libro più recente, Noble Savages: My Life Among Two Dangerous Tribes — the Yanomamö and the Anthropologists, un libro di memorie scientifiche.

## Pubblicazioni
- (EN) Napoleon Chagnon, Yanomamö: The Fierce People, 1968.
- (EN) Napoleon Chagnon, Studying the Yanomamö, New York, Holt, Rinehart & Winston, 1974.
- (EN) Napoleon Chagnon, Yanomamo – The Last Days of Eden, 1992.
- (EN) Napoleon Chagnon, Lee Cronk e William Irons, Adaptation and Human Behavior: An Anthropological Perspective, 2002.
- (EN) Napoleon Chagnon, Noble Savages: My Life Among Two Dangerous Tribes – The Yanomamö and the Anthropologists, New York, Simon and Schuster, 2013, ISBN 978-0-684-85511-0.